# Federico Mitre
Federico Francisco Mitre (Carmen de Patagones, 4 de octubre de 1822 - Buenos Aires, 10 de agosto de 1901) fue un militar argentino, hermano del presidente Bartolomé Mitre y del general Emilio Mitre, que participó en el Sitio de Montevideo, la batalla de Caseros, la Batalla de Cepeda, la Batalla de Pavón, la Guerra de la Triple Alianza, y la Rebelión jordanista.

## Biografía
Fue hijo del oriental Ambrosio Mitre, militar que se destacó en la gesta emancipadora y en la defensa del fuerte de Carmen de Patagones, donde nació Federico, y de Josefa Martínez Whetherton, porteña. Tuvo tres hermanos, de los cuales se destacaron el militar y presidente de la Nación Bartolomé Mitre y el también destacado militar Emilio Mitre. Federico Mitre fue coronel del Ejército, presente en las batallas de Cepeda y Pavón, guerrero del Paraguay, y gobernador del territorio nacional del Chaco de forma interina por ausencia de Julio de Vedia, por ser entonces secretario general de la gobernación. Contrajo matrimonio con Andrea Saguí Ortiz de Rozas, descendiente de algunas de las principales familias de la colonia, y sobrina del mismísimo Juan Manuel de Rosas. Juntos tuvieron un solo hijo, Federico Mitre Saguí, inspector de tranways y teatros de la Capital Federal, con quien muere la rama Mitre Saguí por no haber dejado descendencia.